# 돌니실롱스크주

돌니실롱스크주의 위치

돌니실롱스크주(폴란드어: Województwo dolnośląskie, 하실롱스크주)는 폴란드 남서부에 위치한 주이다. 브로츠와프는 이 주의 주도이자 이 주에서 가장 큰 도시이다. 1999년 1월 1일 기존의 브로츠와프주, 레그니차주, 바우브지흐주, 옐레니아구라주가 합쳐져서 생겼다. 대체적으로 고도가 낮지만 체코와의 국경 지역에 수데티산맥(수데텐산맥)이 있다. 쿠도바즈드루이, 그 중에서도 체코에 가까운 서쪽은 많은 이들이 찾는 온천 지역이다.
면적은 19,946km2이며 인구는 2,884,248명(2006년 기준, 도시 인구: 2,047,151명, 농촌 인구: 37,097명), 인구 밀도는 144.6명/km2이다. 3개 도시군과 26개 농촌군, 169개 그미나(지방 자치체)를 관할한다. 북서쪽으로는 루부시주, 북동쪽으로는 비엘코폴스카주, 남동쪽으로는 오폴레주와 접하며 남쪽으로는 체코, 서쪽으로는 독일과 국경을 접한다.

주기
주 문장
주 로고

## 행정 구역

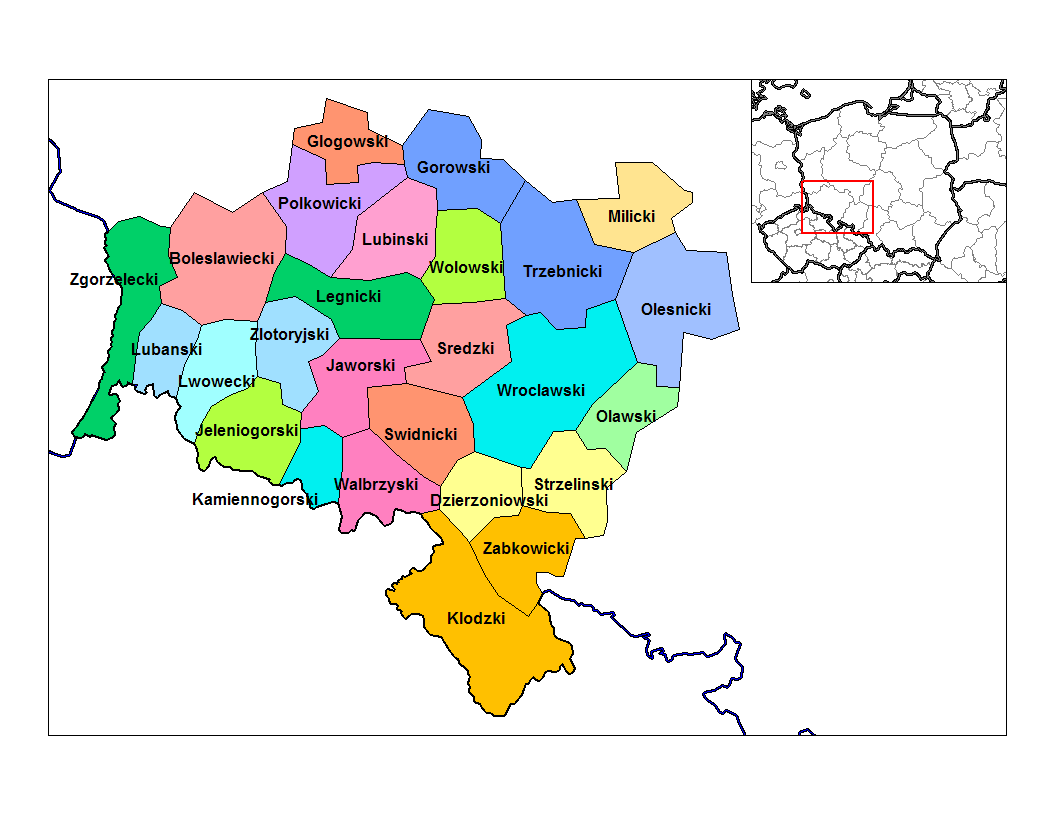
돌니실롱스크주의 행정 구역

### 도시군
- 브로츠와프 (주도)
- 옐레니아구라
- 레그니차
- 바우브지흐

### 농촌군
- 볼레스와비에츠군
- 지에르조니우프군
- 그워구프군
- 구라군
- 야보르군
- 카미엔나구라군
- 카르코노셰군
- 크워츠코군
- 레그니차군
- 루반군
- 루빈군
- 르부베크군
- 밀리치군
- 오와바군
- 올레시니차군
- 폴코비체군
- 시로다군
- 스트셸린군
- 시비드니차군
- 트셰브니차군
- 바우브지흐군
- 보우프군
- 브로츠와프군
- 종프코비체군
- 즈고젤레츠군
- 즈워토리야군

## 경제
돌니실롱스크 주는 폴란드에서 가장 부유한 주 중 하나다. 2007년 1인당 GDP는 폴란드 평균의 108.7%였다. 2005년 이래 돌니실롱스크 주는 폴란드 내에서 경제성장률이 약 10%로 가장 높다. 다음은 돌니실롱스크 주와 폴란드의 1인당 GDP를 비교한 것이다.
| 돌니실롱스크 주 | 1인당 GDP       | 폴란드 | 1인당 GDP       |
| --------------- | --------------- | ------ | --------------- |
| 2000            | 10 440$ (+2.8%) | 2000   | 10 140$ (+4.0%) |
| 2005            | 13 060$ (+4.9%) | 2005   | 12 600$ (+3.5%) |
| 2006            | 13 700$ (+7.3%) | 2006   | 13 020$ (+6.2%) |
| 2007            | 14 980$ (+9.5%) | 2007   | 13 760$ (+6.5%) |
| 2008            | 16 030$ (+7.2%) | 2008   | 14 450$ (+5.0%) |
| 2009            | 16 350$ (+2.0%) | 2009   | 14 720$ (+1.9%) |